# Woodville Records
Woodville Records is een Brits platenlabel voor mainstream en moderne jazz. Het werd in 2003 opgericht door saxofonist Alan Barnes om eigen werk uit te brengen, maar het komt nu ook met platen van andere artiesten, van zowels Engelse, continentaal-Europese als Amerikaanse musici. Op het label zijn cd's uitgebracht van Barnes (onder meer met Warren Vaché, Scott Hamilton en Ken Peplowski), Bruce Adams, The Rath Pack (een groep met onder meer Bert Boeren), het kwartet van Andy Panayi, John Donaldson, Simon Spillett en Jim Hart.